# ابیتیان
ابیتیان (به فرانسوی: Abitain) یک کمون در دپارتمان پیرنه-آتلانتیک با جمعیت ۱۱۱ نفر است که در ناحیه نوول-آکیتن در جنوب غرب فرانسه واقع شده‌است.

## نگارخانه

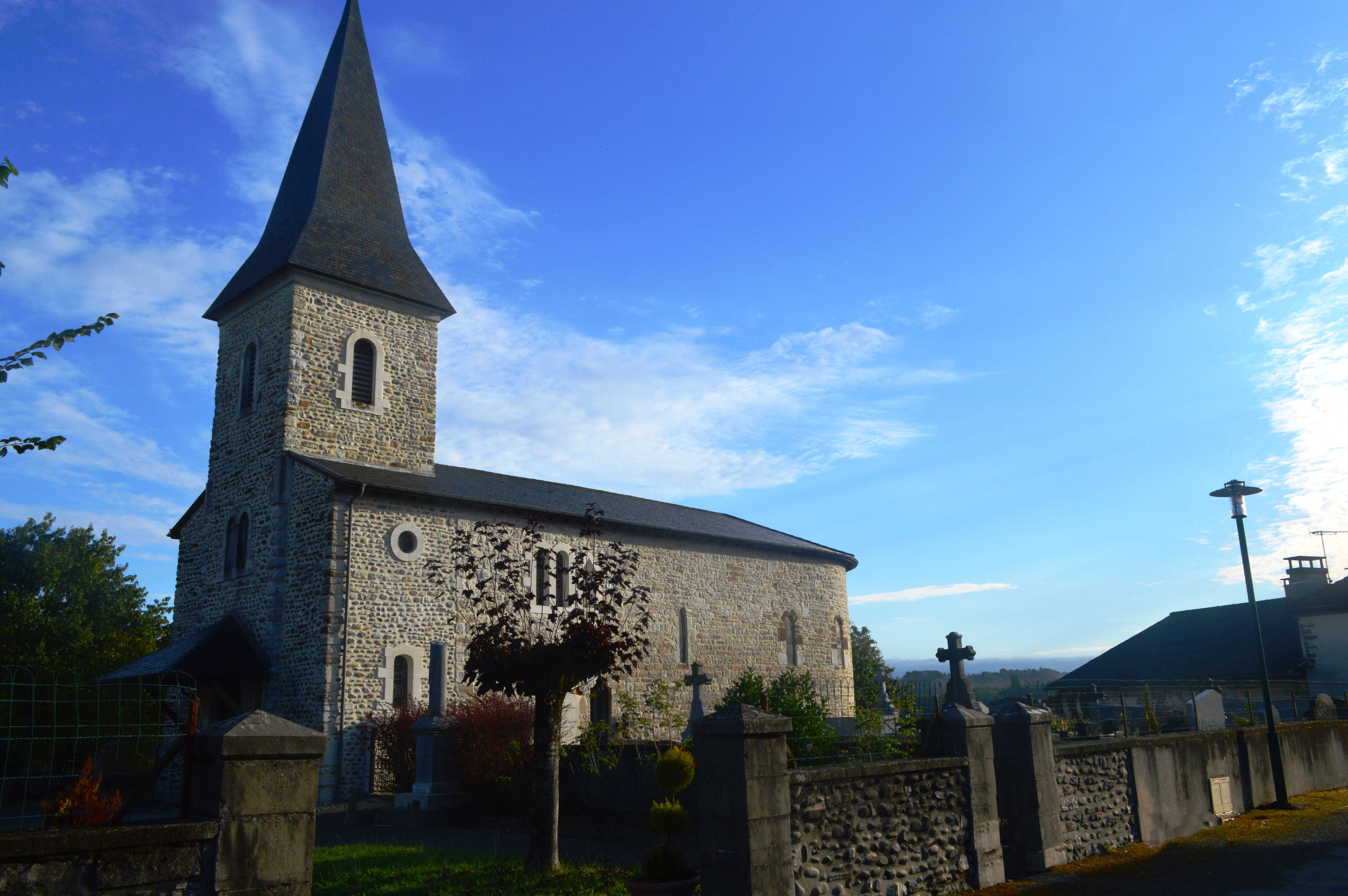
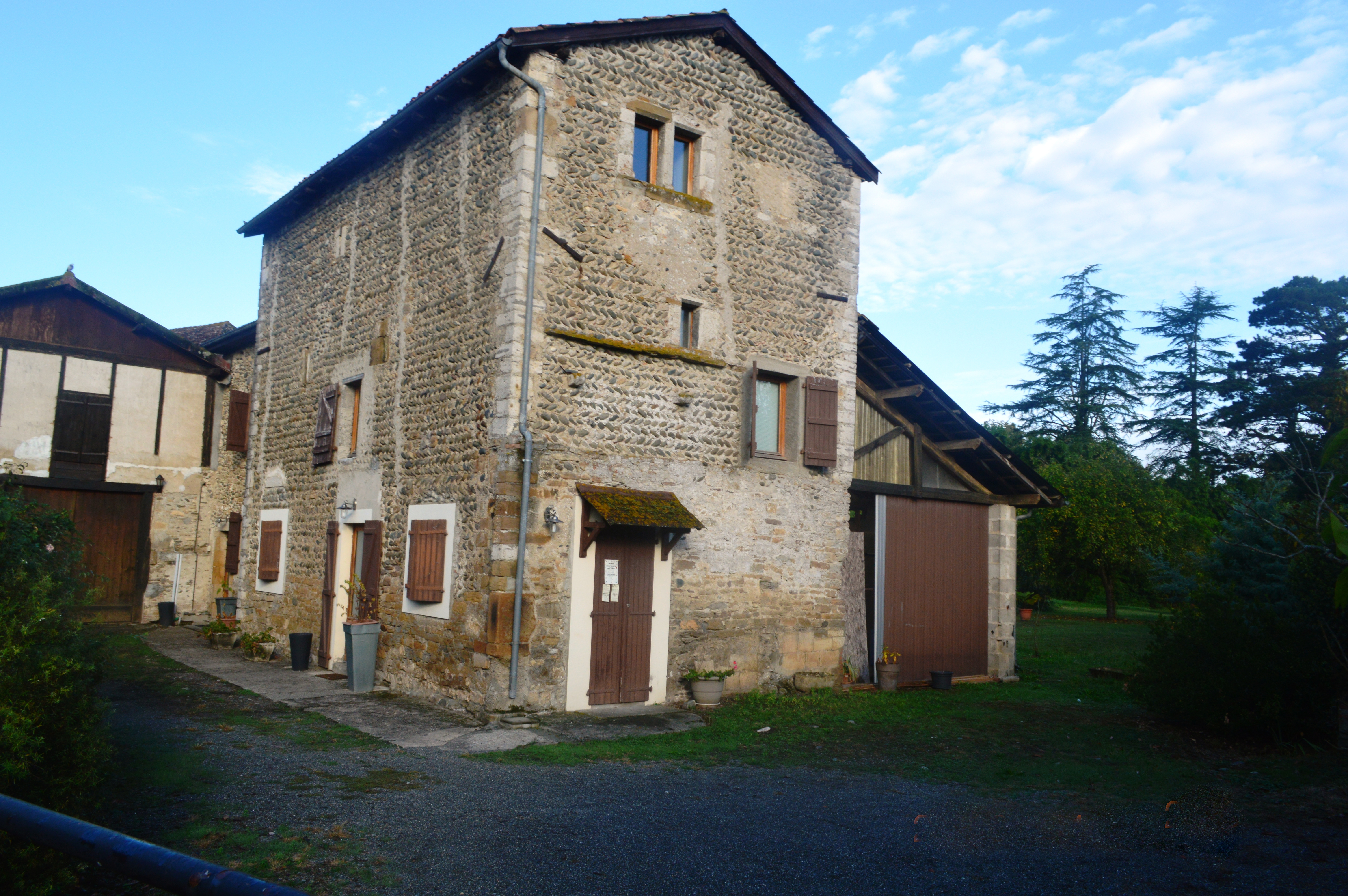
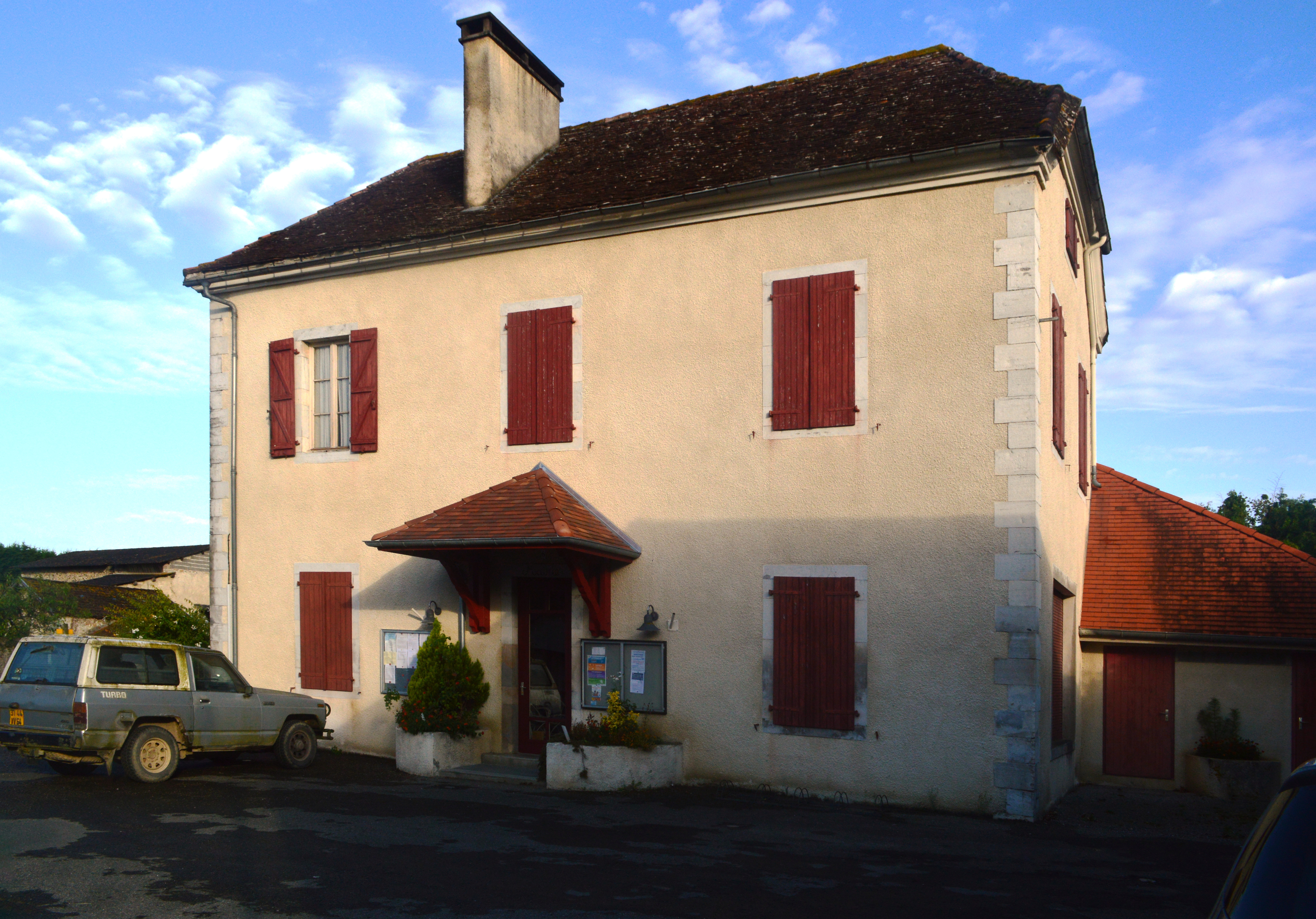
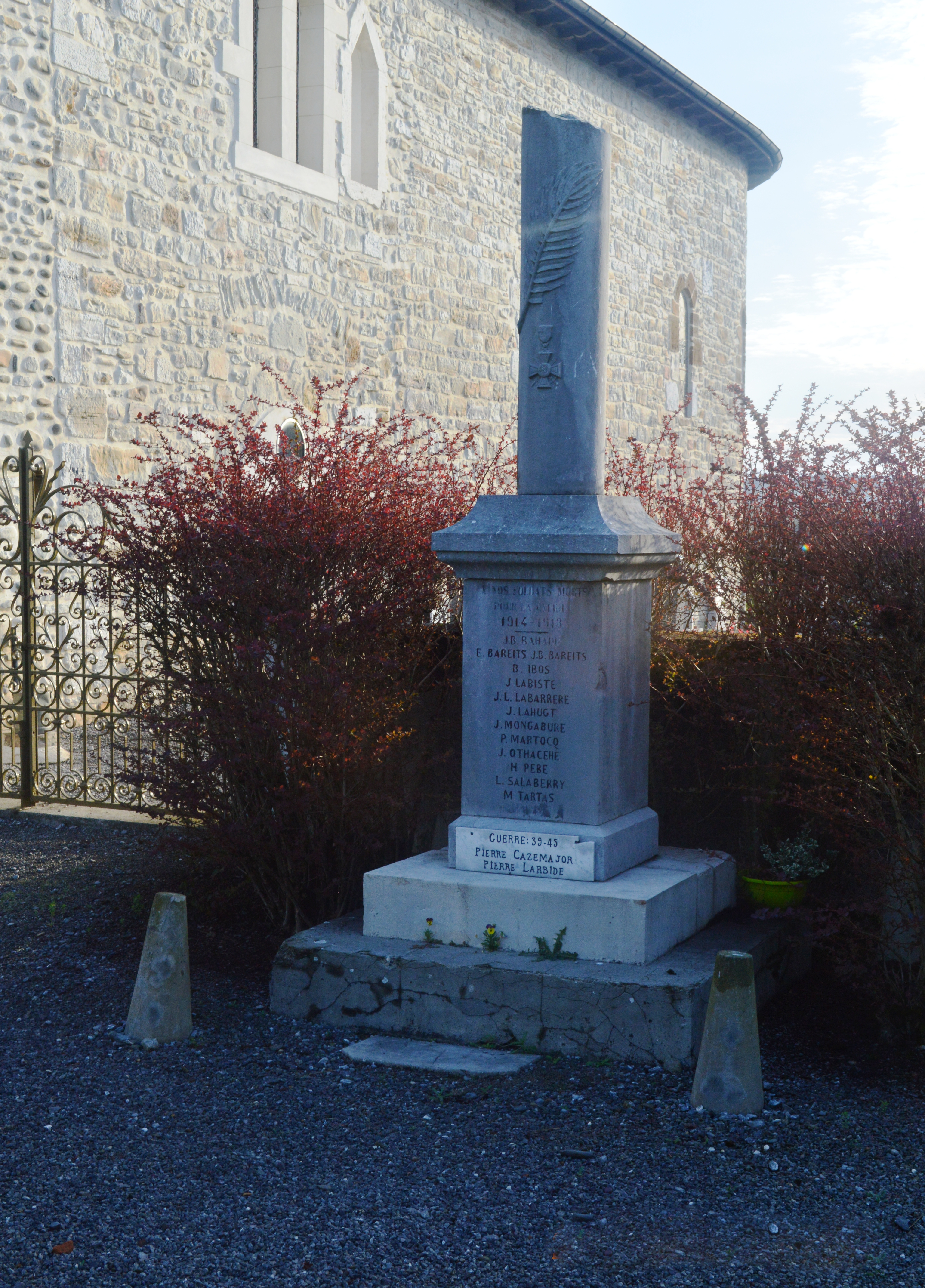